# Миронов, Андрей Николаевич
Андрей Николаевич Миронов (31 марта 1954, Иркутск, СССР — 24 мая 2014, Славянск, Донецкая область) — советский диссидент и политзаключённый, российский журналист, переводчик и правозащитник.

## Биография
Родился в семье геофизиков, в 1963 году переехал с родителями в Ижевск. С детства увлекался историей, даже брал интервью у одного из участников расстрела царской семьи. Окончив школу, устроился работать реставратором в местный краеведческий музей. Методики реставрации изучал в Тарту.
Поступил в МХТИ им. Д. И. Менделеева, но затем бросил институт и был призван в армию. Служил в зенитно-ракетных войсках.
Жил в Москве с 1980 года, самостоятельно изучил итальянский язык. Участвовал в изготовлении и распространении самиздата, летом 1984 года перешёл на нелегальное положение, чтобы скрыться от слежки спецслужб, но через два месяца был арестован.
В 1986 году был осуждён Верховным судом Удмуртии по обвинению в «антисоветской агитации и пропаганде» (ст.70 УК РСФСР) на 4 года лишения свободы и 3 года ссылки, но в феврале 1987 года был освобождён в порядке помилования.
После освобождения начал работать журналистом и переводчиком, в 1988 году стал участником общества «Мемориал».
Во время первой чеченской войны неоднократно посещал Чечню как журналист и правозащитник. Миронов вывез в Москву раненную во время операции в Самашках чеченскую девочку и добился, чтобы её прооперировали. Помогал семейному детскому дому Гатаевых, содействовал получению финансовой помощи из-за границы.
3 июня 2003 года Миронов подвергся жестокому нападению в своём доме со стороны бывшего сотрудника милиции, получив несколько ранений и повреждение головного мозга. Милиция отказалась зарегистрировать его жалобу и попыталась скрыть происшествие. Вячеслав Игрунов, в то время член Госдумы, обратился с письмом к прокурору Москвы, прокурору района, ответственному за расследование, и начальнику милиции Москвы. Со своей стороны, правозащитная ассоциация «Frontline Defenders» передала дело Миронова Генеральному прокурору России. 6 января 2004 года российские судебные органы решили не проводить уголовное расследование на основании полицейского отчета, в котором говорилось, что травмы, полученные Мироновым, были очень незначительными, несмотря на все медицинские документы, представленные Мироновым, подтверждающие, что травмы были серьезными. Акты запугивания в отношении Миронова продолжались до тех пор, пока 11 января 2004 года он не был госпитализирован в неврологическую клинику в Германии. Получив медицинскую помощь, Миронов постепенно восстановил здоровье и возобновил свою деятельность в качестве правозащитника и журналиста.
В 2008 году Миронов был награждён во Франции премией Пьера Симона «Этика и общество».

## Гибель и память
В 2014 году отправился вместе с итальянским журналистом Андреа Роккелли освещать вооружённый конфликт в Славянске. В ночь на 25 мая 2014 года под Славянском Миронов и Андреа Роккелли были убиты в результате миномётного обстрела. Вместе с ними в автомобиле находился французский фотограф Уильям Рогулен, который был ранен.
7 сентября 2014 года в Большом зале консерватории в Москве состоялся концерт памяти погибших журналистов и вручение премии «Камертон» имени Анны Политковской. Союз журналистов России вручил премию посмертно правозащитнику Андрею Миронову и итальянскому фотожурналисту Андреа Рокелли.

## Расследование гибели
Первый вице-премьер Украины Виталий Ярема, заявил, что минометный обстрел якобы вёлся со стороны сепаратистов. Согласно показаниям Уильяма Рогулена, обстрел вёлся со стороны украинских войск и длился не менее получаса; сначала обстреливали машину, а затем укрытие, в котором пытались спастись репортёры; всего было выпущено около 40-60 миномётных залпов. Итальянское следствие предположило, что огонь вёл взвод Национальной гвардии Украины под командованием гражданина Италии Виталия Маркива. По другой версии, Маркив передал информацию о передвижении журналистов подразделению ВСУ, которое и совершило обстрел. 12 июля 2019 года суд ассизы Павии признал Маркива виновным в убийстве, приговорил его к 24 годам тюремного заключения, но 3 ноября 2020 года итальянский апелляционный суд в Милане, признав Вооружённые силы Украины виновными в убийстве журналистов, оправдал Маркива.

## Последняя статья
- Андрей Миронов. Фото Энди Роккелли. (Agency CESURA). «Мы — не звери. Не надо нас колючей проволокой обтягивать!» Две многодетные семьи из Славянска стали заложниками войны, развязанной политиками и политтехнологами // Новая газета. Общество. Выпуск № 53 от 19 мая 2014. 25.05.2014